# Палеологос, Николас
Ни́колас «Ник» А. Палеоло́гос (англ. Nicholas «Nick» A. Paleologos; род. 9 марта 1953, Уинчестер, Массачусетс, США) — американский государственный служащий, политик-демократ, а также театральный продюсер и кинопродюсер. Член Палаты представителей штата Массачусетс от 33-го избирательного округа (Мидлсекс, 1977—1991). Исполнительный директор Совета по вопросам искусства штата Нью-Джерси (с 2011 года).

## Биография
Родился 9 марта 1953 года в Уинчестере (Массачусетс, США) в греческой семье.
Окончил Университет Тафтса и Гарвардский университет со степенью магистра государственного управления.
Почётный доктор Бостонской консерватории.
В 2016 году был награждён Университетом Роуэна медалью «За выдающиеся заслуги».

### Карьера

#### Политика
В 1974—1975 годах — член школьного комитета города Вуберн.
В 1977—1991 годах — член Палаты представителей штата Массачусетс от 33-го избирательного округа (Мидлсекс). В этот период основное внимание уделял вопросам образования и искусства, в 1985—1990 годах также являясь председателем Комитета по образованию, искусству и гуманитарным наукам. Был автором ряда крупных инициатив, в том числе программы культурного обмена между Бостоном и Москвой (1988).
В 1990 году участвовал в праймериз Демократической партии по избранию кандидата на выборы вице-губернатора Массачусетса.
После ухода из Палаты представителей сыграл важную роль в продвижении инициативы по созданию чартерной публичной школы в Бостоне (Boston Renaissance Charter Public School) — крупнейшей подобного рода в стране в тот период. Позднее Палеологос на протяжении более десяти лет являлся попечителем этого учебного заведения. В 2007 году был награждён Ассоциацией школьных комитетов штата Массачусетс.

#### Кино и театр
Как продюсер дважды становился лауреатом премии «Тони», а также номинировался на прайм-таймовую премию «Эмми» за фильм «В сумерках» (1997). Продюсер фильмов «Призраки Миссисипи» (1996), «Переполох» (1998), «Крёстный Лански» (1999) и «Маленький беглец» (2006), а также мюзикла «Пиф-паф ой-ой-ой» (1968).

#### Агентство по кинематографии штата Массачусетс
В 2007—2011 годах — исполнительный директор Агентства по кинематографии штата Массачусетс (англ. Massachusetts Film Office). Период пребывания Палеологоса в этой должности был отмечен небывалыми темпами развития киноиндустрии в штате. Благодаря его усилиям (в том числе по привлечению финансовых средств) здесь было снято несколько крупных кинофильмом, включая «Предложение» (2009), «Город воров», «Остров проклятых», «Социальная сеть», «Рыцарь дня», «Боец», «Возмездие» и «В компании мужчин» (2010).

#### Совет по вопросам искусства штата Нью-Джерси
С 2011 года — исполнительный директор Совета по вопросам искусства штата Нью-Джерси (англ. New Jersey State Council on the Arts).

#### Автор
Является автором нескольких статей по широкому кругу вопросов.